# Made in Love
Made in Love é o terceiro álbum da cantora francesa Zazie, lançado em 11 de maio de 1998. Foi produzido por Ali Staton, Pierre Jaconelli e pela própria cantora Zazie.

## Faixas
| N.º            | Título                            | Compositor(es)    | Duração |  |
| 1.             | "Tous des Anges"                  | Zazie             | 5:29    |  |
| 2.             | "Ça Fait Mal et Ça Fait Rien"     | Zazie             | 4:31    |  |
| 3.             | "Femmes Téfales"                  | Zazie             | 4:03    |  |
| 4.             | "Made in Love"                    | Zazie             | 3:51    |  |
| 5.             | "Cyber"                           | Zazie             | 4:22    |  |
| 6.             | "La Preuve Par Trois"             | Zazie             | 5:29    |  |
| 7.             | "Tout le Monde"                   | Zazie             | 4:06    |  |
| 8.             | "Autant de Peine Que de Toi"      | Zazie             | 4:41    |  |
| 9.             | "La Vie Devant Moi"               | Zazie             | 4:14    |  |
| 10.            | "Sous le Voile"                   | Zazie             | 4:31    |  |
| 11.            | "Stop"                            | Zazie             | 4:12    |  |
| 12.            | "Chanson d'Ami"                   | Phil Baron, Zazie | 4:41    |  |
| 13.            | "Tout le Monde (Replicant Remix)" |                   | 4:45    |  |
| Duração total: | Duração total:                    | Duração total:    | 53:58   |  |